# Otto Riebicke
Otto Riebicke (* 16. März 1889 in Altruppin; † 31. Januar 1965 in Berlin) war ein deutscher Publizist und Schriftsteller.

## Leben
Der Sohn eines evangelischen Pfarrers besuchte das Gymnasium in Neuruppin und machte eine Lehre zum Buchhändler. Im Ersten Weltkrieg wurde er als Armierungssoldat verwundet. 1916 wurde er Reserveoffizier im Pionierbataillon 28 und 1918 zum Kriegspresseamt abkommandiert. 1918 heiratete er Margarete Diessner, mit der er zwei Söhne hatte.
Riebicke veröffentlichte ab 1915 kriegsverherrlichende und deutschnationale Bücher. Er war Chefredakteur und Herausgeber der Zeitschrift Kyffhäuser.

## Werke (Auswahl)
- Als Schipper in der Front. Aufzeichnungen des Armierungssoldaten Otto Riebicke. Creutz'sche Verlagshandlung, Magdeburg 1916, 3. Aufl. 1917 (Digitalisat).
- Ringen an der Somme und im Herzen. Aufzeichnungen des Feldpioniers Otto Riebicke. Magdeburg 1917, mit dem Untertitel Das seelische Erleben eines Frontkämpfers 18.–20. Tausend Berlin 1928
- Ambroisine. Eine Brüsseler Spionen-Novelle. Siegen 1918
- Im Moselstübchen. Novellen. Leipzig 1919
- Vom Frontgeist zum Volksgeist. Der Kyffhäuserbund im Dritten Reich. Berlin 1934
- Was brauchte der Weltkrieg? Tatsachen und Zahlen aus dem deutschen Ringen 1914/18. Berlin 1936, 4. erw. Auflage 1940
- So geschehen im Weltkrieg. 70 seltsame Erlebnisse und einmalige Taten. Leipzig 1937, 2. Aufl. 1940
- Der erste großdeutsche Reichskriegertag. Raumbildalbum, München 1939
- Das Vollendete. Gedanken eines Weltkriegssoldaten auf den Kampfstätten zweier Kriege. Berlin 1941
- So war der Weltkrieg! Aus anderthalbtausend Kriegstagen interessante Zahlen und Tatsachen. Stuttgart 1941, 1944

als Herausgeber:
- Kyffhäuser. Zeitschrift für das deutsche Haus.
- Kyffhäuser-Bühne (1925–1927)
- unter wechselnden Titeln: „Kyffhäuser“-Jahrbücher und -Kalender, 1926–1937